# Foras na Gaeilge
 (janvier 2021).
Le Foras na Gaeilge (prononcé en irlandais : /ˈfˠɔɾˠəsˠ n̪əˠ ˈɡeːlʲɟə/, « Institut de l'irlandais », souvent abrégé en  FnaG) est une agence publique responsable de la promotion de la langue irlandaise sur l'île d'Irlande, c'est-à-dire en république d'Irlande et en Irlande du Nord. Elle a été établie le 2 décembre 1999, prenant en charge le rôle de Bord na Gaeilge (y compris le distributeur de livres Áisíneacht Dáiliúchan Leabhar), l'éditeur An Gúm et le comité terminologique An Coiste Téarmaíochta. Ces trois entités étaient précédemment des agences du gouvernement de l'Irlande.